# Callicoma serratifolia
Callicoma serratifolia är en tvåhjärtbladig växtart som beskrevs av Gábor Gabriel Andreánszky. Callicoma serratifolia ingår i släktet Callicoma och familjen Cunoniaceae. Inga underarter finns listade i Catalogue of Life.